# Marienbad Brandenburg
Das Marienbad Brandenburg (zuvor Volksbad am Marienberg) ist eine Schwimmsport- und Spaßbadestätte in Brandenburg an der Havel. Es liegt am Westhang des Marienberges im Stadtteil Nord.

## Geschichte

### Volksbad

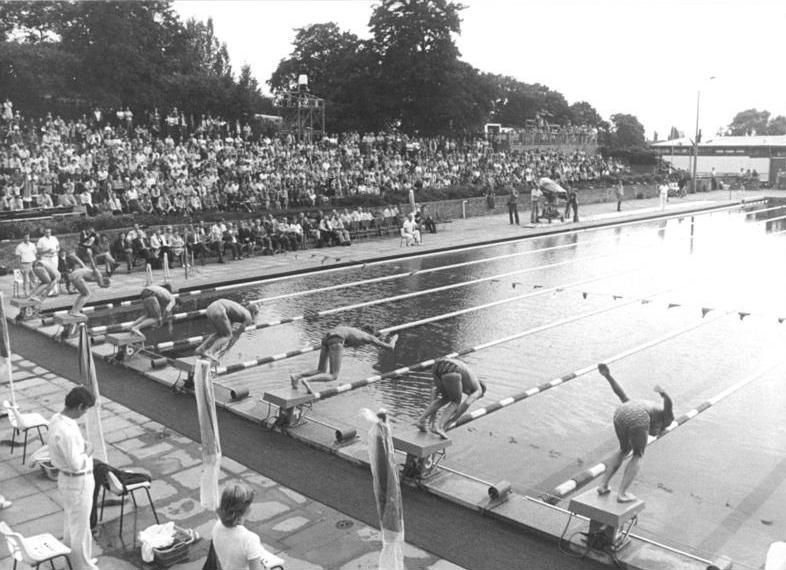
Die XXX. DDR-Meisterschaften im Schwimmen 1979 im Schwimmstadion des Volksbades am Marienberg

Das Volksbad am Marienberg wurde 1969 als Freibad eröffnet. Es wurde unter Mitarbeit der Bevölkerung Brandenburgs und mit Unterstützung der vor Ort stationierten Soldaten der Sowjetarmee innerhalb von nur anderthalb Jahren vom 19. Januar 1968 bis zum 21. Juni 1969 gebaut. Der Bau des Volksbades war ein Projekt des Wettbewerbs „Schöner unsere Städte und Gemeinden – Mach mit!“. Brandenburger erbrachten im Zusammenhang Arbeits- und Geldleistungen von insgesamt 4,3 Millionen Mark. Das Volksbad verfügte über ein Schwimmstadion mit einem 50-Meter-Wettkampfbecken und drei Zuschauertribünen, ein 25-Meter-Becken, mehrere Wasserbecken für Kleinkinder, einen Sauna- und Gastronomiebereich und eine weitläufige Liegewiese am Hang.

Das Volksbad war in der DDR eine bedeutende nationale Sportstätte im Schwimmen. Bereits ein Jahr nach der Eröffnung fanden 1970 im Schwimmstadion die XXI. DDR-Meisterschaften statt. Bei den Wettkämpfen wurden mehrere DDR-Rekorde aufgestellt und der SC DHfK Leipzig war der erfolgreichste teilnehmende Verein. 1979 wurden im Volksbad die XXX. DDR-Meisterschaften ausgetragen. Erfolgreichster Verein bei dieser Meisterschaft war der SC Dynamo Berlin. Auch bei den Meisterschaften wurden mehrere Rekorde aufgestellt. So schwamm Petra Schneider 1979 im Volksbad Europarekord über 200 Meter Lagen. Daneben wurden wie auch schon 1970 vier nationale Bestmarken erzielt.

### Marienbad

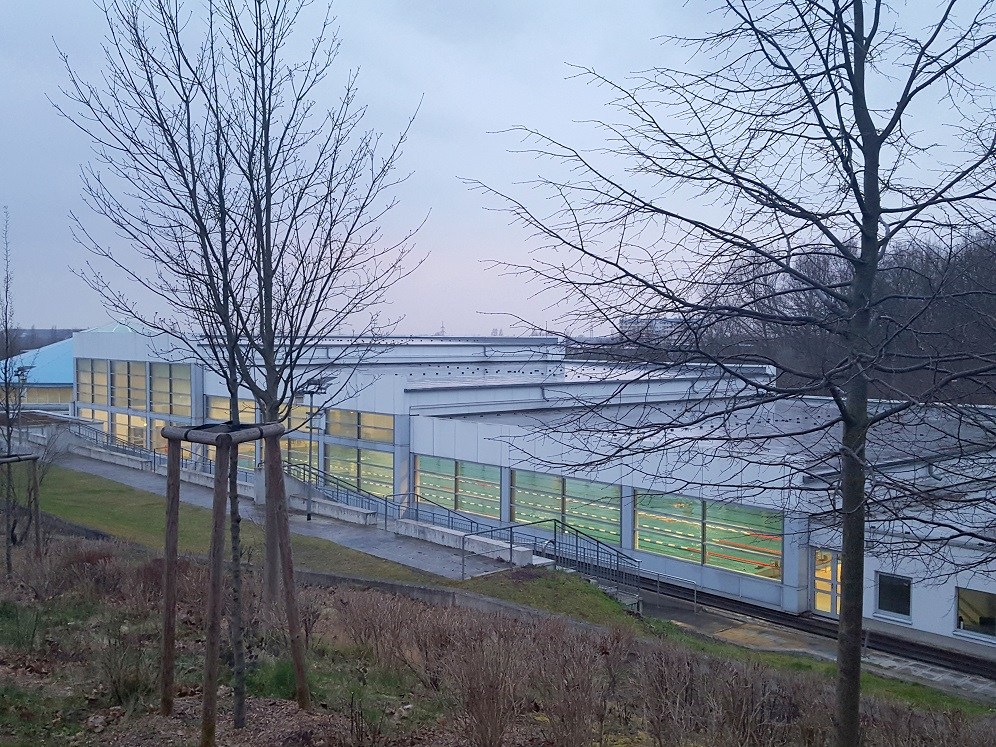
Mit einem Cabriodach überdachtes 50-Meter-Wettkampfbecken

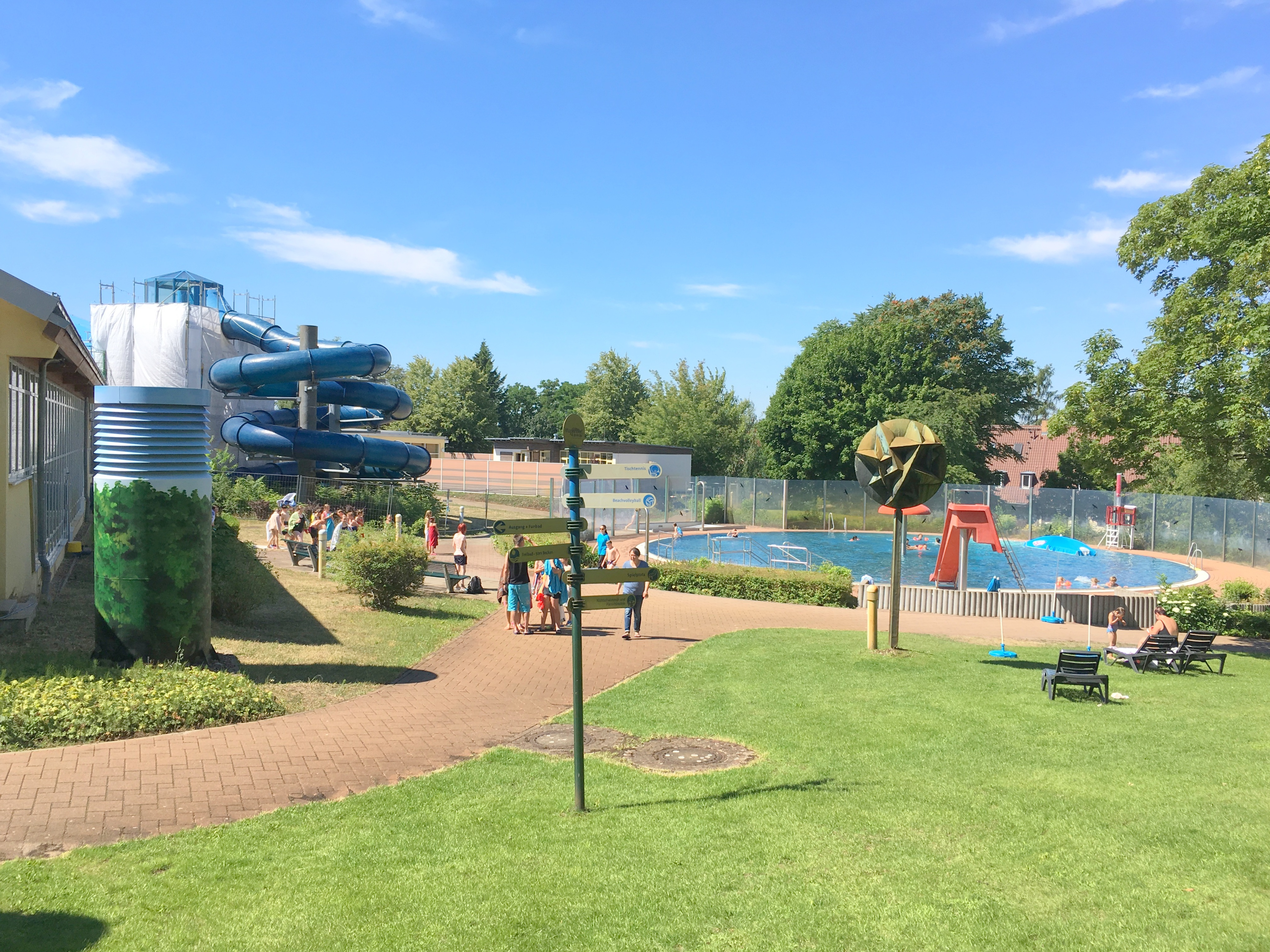
Freiluftbereich mit Wasserrutsche

Nachdem in den 1990er Jahren die Schließung der alten kommunalen Schwimmhalle im denkmalgeschützten Wohlfahrtsforum in der Kanalstraße aufgrund von Baufälligkeit und eines zu großen finanziellen Aufwandes für eine eventuelle Sanierung absehbar war und da es in Brandenburg an der Havel keine weitere Schwimmsportmöglichkeit außerhalb der Sommermonate gab, entschloss man sich, das Volksbad grundlegend umzubauen. Die Anlage wurde beispielsweise um einen modernen überdachten Spaßbadbereich mit Wasserrutsche und eine vergrößerte Saunalandschaft erweitert. Das Wettkampfbecken wurde mit einem fahrbaren sogenannten Cabriodach versehen, sodass im Winter Sport und Baden in einer Schwimmhalle, in warmen Sommermonaten in einem Freibad möglich wurden. Die in Marienbad Brandenburg umbenannte Anlage wurde 2000 eröffnet.

Weiterhin blieb das Schwimmbad auch Sportstätte des Leistungssports. Beispielsweise fand am 27. Januar 2009 in der großen Schwimmhalle des Marienbades ein Länderspiel der deutschen Wasserballnationalmannschaft gegen den Olympiasieger Ungarn statt, welches die Ungarn 9:4 gewannen. Mehrere Brandenburger Vereine nutzen das Marienbad für Trainings- und Wettkampfzwecke. Dies sind beispielsweise der ASC Brandenburg, dessen Wasserballer 2009/10 in der Deutschen Wasserball-Liga, der höchsten deutschen Spielklasse, spielten, und der SV Wasserfreunde Brandenburg. Brandenburg an der Havel ist mit dem Marienbad ein Landesstützpunkt im Schwimmsport.